# Kisvárda FC

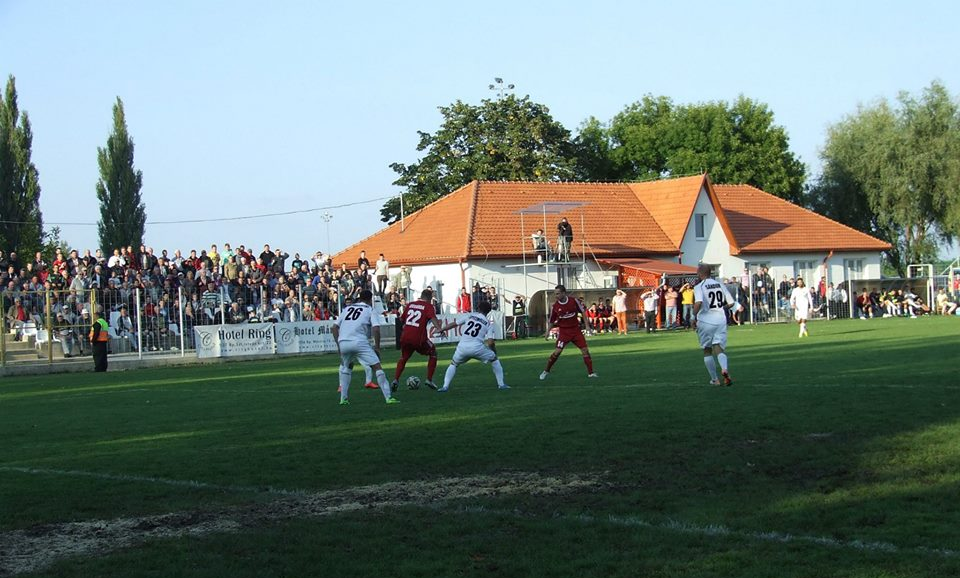
Het oude Várkerti Sportpálya

Kisvárda FC is een Hongaarse voetbalclub uit Kisvárda. 

## Geschiedenis
In 1911 werd de club Kisvárdai Sport Egyesület (KSE) opgericht. De club schipperde lang tussen het derde niveau en de provinciale klassen. Halverwege het seizoen 2000/01 ging de club failliet. Op de licentie van een lokaal team uit Oros werd voor het seizoen 2003/04 een doorstart gemaakt als OSE-Várda. De club werd al snel hernoemd in Várda SE en werd een stabiele deelnemer aan de NB III. In het seizoen 2008/09 kreeg de club verschillende punten in mindering door diverse straffen en degradeerde. Na één seizoen keerde Várda terug in de NB III. In 2012 won de club haar poule maar kreeg geen licentie voor de NB II. In 2013 werd de club wederom kampioen en promoveerde toen wel na een play-off. 
In 2013 werd de hele identiteit van de club omgegooid vanwege het aantreden van een grote sponsor. De officiële naam werd Kisvárda-Master Good FC. Nadat de club enkele jaren degradatie net wist te ontlopen, werd in het seizoen 2017/18 een tweede plaats gehaald in de NB II. Hierdoor kwam Kisvárda in het seizoen 2018/19 voor het eerst uit in de NB 1. Sindsien is de ploeg actief in de hoogste competitie. Met zelfs een tweede plaats in het seizoen 2021/2022. Waardoor de club voor het eerst in zijn historie recht had op Europees voetbal. De club heeft twee wedstrijden gespeeld in de Conference League
De club heeft een rivaliteit met Nyíregyháza Spartacus. Met voorloper Spartacus SE betrok Kisvárda in 1953 het Várkerti Sporttelep. De clubs spelen de derby van Szabolcs, naar de historische regio waaruit beide clubs komen. In 2018 betrok Kisvárda het Várkerti Stadion.  

## Eindklasseringen vanaf 2007
| 2 |

| 2 |

| 14 |

| 10 |

| 1 |

| 1 |

| 1 |

| 14 |

| 1 |

| 4 |

| 3 |

| 2 |

| 9 |

| 8 |

| 5 |

| 2 |

| 6 |

| 11 |

| 1 |

| NB I | NB II | NB III | NB IV |

## Kisvárda FC in Europa
Uitslagen vanuit gezichtspunt Kisvárda FC
| Seizoen | Competitie        | Ronde | Land                | Club          | Totaalscore | 1e W    | 2e W    | PUC |
| ------- | ----------------- | ----- | ------------------- | ------------- | ----------- | ------- | ------- | --- |
| 2022/23 | Conference League | 2Q    | Vlag van Kazachstan | Kairat Almaty | 2-0         | 1-0 (U) | 1-0 (T) | 3.0 |
|         |                   | 3Q    | Vlag van Noorwegen  | Molde FK      | 2-4         | 0-3 (U) | 2-1 (T) | 3.0 |

Zie ook
- Deelnemers UEFA-toernooien Hongarije
- Ranglijst van alle clubs die in de diverse Europa Cups zijn uitgekomen

Ajka ·
Békécsaba ·
Budafoki ·
BVSC ·
Csákvár ·
Gyirmót ·
Honvéd ·
Kazincbarcika ·
Kisvárda ·
Kozármisleny SE ·
Mezőkövesd-Zsóry ·
Soroksár ·
Szeged ·
Szentlőrinci ·
Tatabánya ·
Vasas